# برشاوشان ناحل
برشاوشان ناحل (الاسم العلمي:Adiantum gracile) هو نوع من النباتات يتبع جنس البرشاوشان من الفصيلة الديشارية.